# Australoactina silvicola
Australoactina silvicola är en tvåvingeart som först beskrevs av Hardy 1932.  Australoactina silvicola ingår i släktet Australoactina och familjen vapenflugor. Inga underarter finns listade i Catalogue of Life.